# Ri Han-jae
Ri Han-Jae (en coreano:李 漢宰; Kurashiki, 27 de junio de 1982) es un exfutbolista japonés.
Jugó para la selección de fútbol de Corea del Norte en las Eliminatorias para la Copa Mundial Alemania 2006.